# Forouzan
Forouzan  (em persa: فروزان transliterado para Foruzān) (Bandar-e Anzali, 9 de agosto de 1937- Teerão, 24 de janeiro de 2016) era o nome artístico de Parvin Kheyrbakhsh, uma atriz, produtora e dobladora iraniana.
Ela começou a sua carreira como dobladora. Em 1964 ela atuou no filme de Siamak Yasemi's Sāhele Entezār, mas ficou famosa no Irã noutro filmes de Yasemi Ganje Qārun . Nesse filme contracenou com Fardin. Depois de  Ganj-e Qarun Fardin e Forouzan participariam em vários filmes do chamado período Persian Film ou Farsi (em Persa: Filme Fārsi). Persian Film foi um género popular de filmes produzido no Irão antes da revolução iraniana em 1979.
Várias atrizes foram banidas de participar em qualquer filme, após a revolução iraniana, como sucederia com Forouzan.

## Biografia
Forouzan (também referida como Foroozan) nasceu em 9 de agosto de 1937 em Bandar-e Anzali, Irã. Ela começou a sua carreira como dobladora. O seu primeiro filme como atriz foi "Sahel-e Entezar". Ela participou em vários filmes iranianos populares e trabalhou com realizadores visionários da chamada New Wave, tal como Dariush Mehrjui (Dayere-ye Mina) e Ali Hatami (Baba Shamal).
Siamak Yasemi, Iraj Ghaderi, Shapur Gharib e Fereydun Goleh foram alguns de outros famosos realizadores com quem ela trabalhou.
Depois da revolução iraniana em 1979, Forouzan foi proibida de participar em qualquer filme e foi ficando cada vez mais isolada. Ela raramente participava em entrevistas e morreu em 24 de janeiro de 2016 em Teerã. 
Após a morte de Forouzan, vários websites em persa (quase todos expatriados, na Europa e Estados Unidos , no Irã, os filmes, onde participou estão proibidos desde 1979, por serem considerados imorais pelos teocratas no poder desde então) dedicaram posts e artigos em sua memória. A sua popularidade permaneceu intacta (entre os emigrantes iranianos espalhados pelo mundo), apesar  de não ter participado em qualquer filme desde 1978.

## Filmografia
- 1964 The Pleasures of Sin
- 1964 The Humans as Goli
- 1965 Croesus' Treasure ( Ganjeh Gharoon)
- 1965 The Bride of the Sea
- 1965 Gate of Fate
- 1966 Farar az haghighat
- 1966 Hashem khan
- 1966 Shamsi pahlevoon as Shamsi
- 1967 Valley of Death
- 1968 Charkh-E-Bazigar
- 1968 Ghoroube botparastan
- 1968 It's Written in the Stars
- 1968 Love Game
- 1968 Separate beds
- 1968 The daughter of the king of fairies
- 1968 The Dragon Gorge
- 1969 A Girl Is Going to Die Tonight
- 1969 The Great Oath (as Firuzan)
- 1970 Bride of Bianca
- 1970 Jafar and Golnar
- 1970 Raghaseye shahr as Pari
- 1971 Ayyoob
- 1971 Badnaam as Badri
- 1971 Baba Shamal as Shokat-ol-molook
- 1972 Ghalandar as Eshrat
- 1972 The dagger as Banafsheh
- 1977 Back and Dagger as Pari
- 1978 The Cycle as Zahra

## Galeria

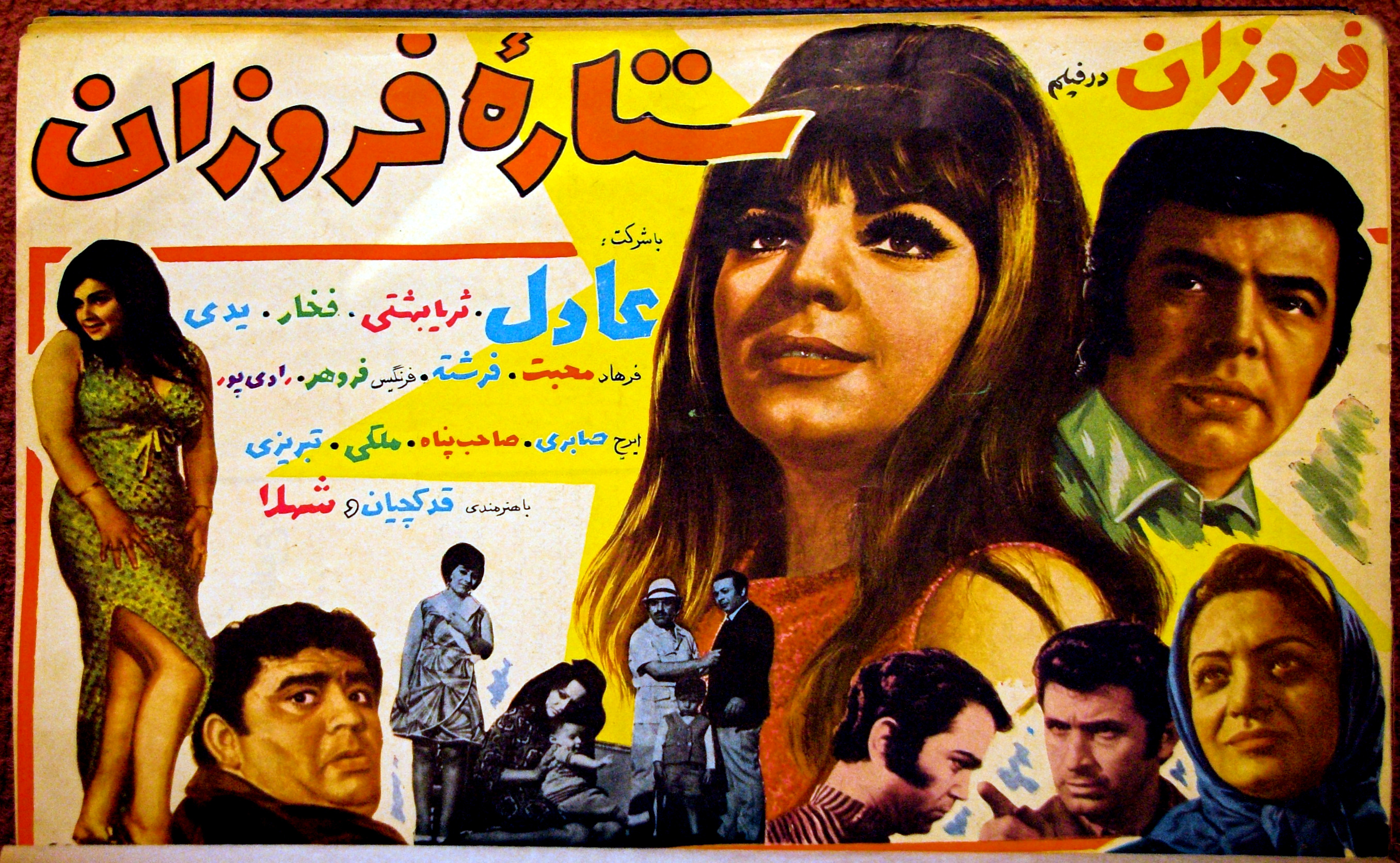
Shining Star, um filme dramático de 1969, realizado por Assadolah Soleymanifar e onde Forouzan participa.
Forouzan na capa de uma  revista semanal iraniana de 1971 Ettelaat Haftegi. Na capa da revista Foruzan surge com calções e com uma capa vermelha e com botas altas e está escrito em persa:  Forouzan e a última moda; As pessoas de Teerão aprovarão?
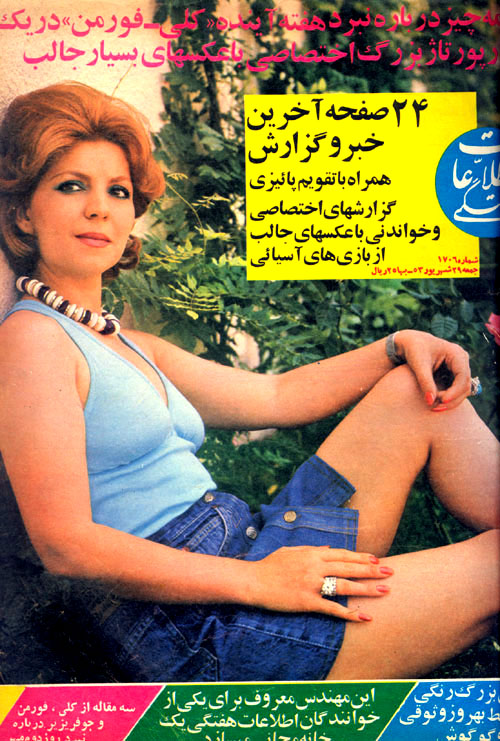
Forouzan numa capa da revista semanal "Ettellat Haftegi" em 1974.